# Karl Pfefferle
Karl Pfefferle (1918-2009) est un apiculteur et conseiller apicole allemand de la Forêt-Noire réputé pour avoir rationalisé les techniques apicoles durant la deuxième moitié du XXe siècle, notamment à travers l'usage de la ruche divisible. Il est le fondateur d'une école d'apiculture à Teningen et d'un musée d'apiculture (de) à Münstertal dans le Bade-Wurtemberg.

## Biographie
Le grand-père de Karl Pfefferle est un pionnier de l'apiculture qui fonde en 1901 l'association des apiculteurs de la vallée de Munsteräl en Forêt-Noire. À sa mort en 1934, Pfefferle, alors âgé de 16 ans, reprend son cheptel apicole qui comporte plus de 100 colonies et se forme auprès du professeur Geinitz à l'Institut de l'abeille de l'université de Fribourg. En 1949, après la seconde guerre mondiale et son retour de captivité, il passe à l'âge de 29 ans une maîtrise d'apiculture au ministère badois de l'alimentation et de l'agriculture et devient, de 1950 à 1980, conseiller apicole d'État dans le Bade-Wurtemberg, tout en étant parallèlement apiculteur professionnel en élevant la sous-espèce carnica,,,.
Karl Pfefferle est considéré comme le pionnier des ruches divisibles, c'est-à-dire des ruches modulaires dont le corps et les hausses ainsi que leurs cadres sont identiques et échangeables. Plus précisément, il travaille avec des hausses standardisées munies de neuf cadres Zander. Sur les bases du travail de Hans Sachs et de sa ruche de Hohenheim (de), il développe plusieurs méthodes rationnelles grâce à la rotation des hausses et des cadres dans la ruche pour stimuler le couvain et la production de miel, éviter l'essaimage et permettre la gestion du varroa. Il crée un modèle de ruche mieux isolé nommé Maja, standardise l'usage de nucléïs pour l'élevage de reines et met en place des ruchers transhumables,,.

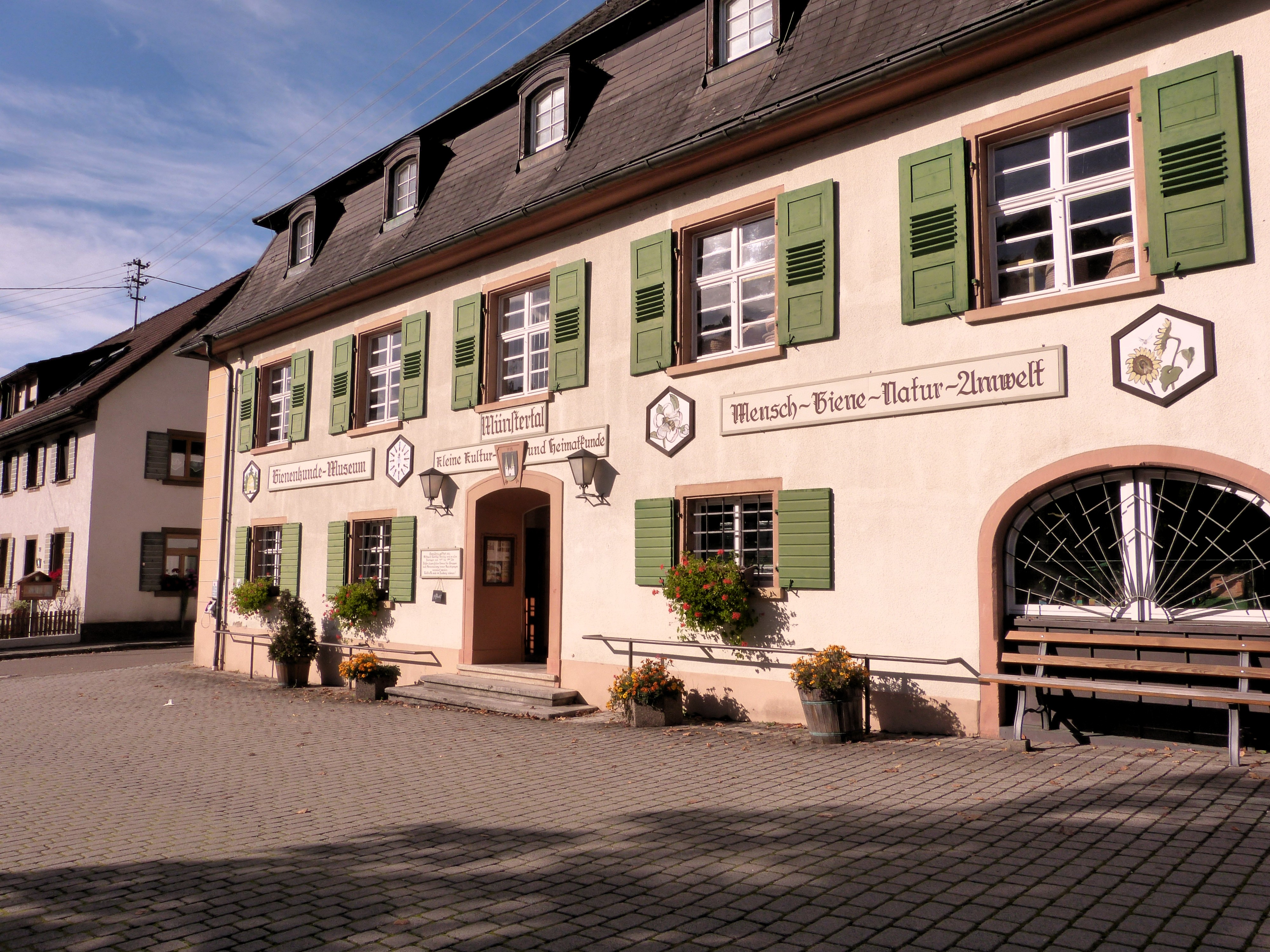
Musée d'apiculture de Münstertal (Bade-Wurtemberg).

Karl Pfefferle cofonde une école d'apiculture à Teningen où il initie de très nombreux apiculteurs à ses méthodes,,. Il est également le principal initiateur du musée d'apiculture de Münstertal pour lequel il a voyagé en Europe, en Afrique et au Mexique afin d'acquérir des pièces de collection comme une inclusion d'abeille dans de l'ambre vieille d'environ 50 millions d'années et différents types de ruches traditionnelles et modernes,.
Karl Pfefferle meurt le 24 octobre 2009 à l'âge de 91 ans.

## Distinctions
Pfefferle reçoit pour son ouvrage Imkern mit dem Magazin publié en 1976 deux médailles d'or lors des concours Apimondia (de) d'Athènes en 1979 et de Budapest en 1983,,.
Pfefferle reçoit la Croix fédérale du mérite en 1980, la distinction de maître apiculteur honoraire de la Fédération allemande des apiculteurs en 1981 et la médaille d'État du Bade-Wurtemberg en 1986. Il est nommé membre d'honneur de l'organisation mondiale Apimondia en 1987, citoyen d'honneur par sa commune d'origine, Münstertal, en 1996 et membre d'honneur de l'association allemande des apiculteurs professionnels et commerciaux (Deutscher Berufs- und Erwerbsimkerbund) en 2002,,.

## Ouvrage
- Karl Pfefferle, Imkern mit dem Magazin. Das Handbuch für den Magazinimker., Verlag: Selbstvlg., Münstertal, 1979
  - Traduction française : L'apiculture avec la ruche à hausses multiples et la varroase, Editions Européennes Apicoles, 1984, 248 pages